# Dieuppeul-Derklé
Dieuppeul-Derklé ist einer der 19 Stadtbezirke der Metropole Ville de Dakar, der Hauptstadt Senegals mit dem Status einer Gemeinde (commune).

## Geografie
Dieuppeul-Derklé liegt kompakt als Dreispitz im Inneren der Cap-Vert-Halbinsel.
Im Südosten grenzt er an die Avenue du Président Habib Bourguiba, im Westen an die Allée Khalifa Ababacar Sy und im Norden an die Avenue du Roi Fahd Ben Abdel Aziz, die auch bekannt war als Route du Front de Terre. Letzterer Name stellt nach der Anordnung des Straßennetzes einen Bezug zu dem Umstand her, dass mit dieser Straße der Nordrand einer umfangreichen, mehrere der gegenwärtigen Stadtbezirke von Dakar umfassenden Stadterweiterung erreicht war. Es blieb jedoch nicht aus, dass bald weitere große Stadtviertel weiter nördlich entstanden. Benachbart sind im Uhrzeigersinn die Stadtbezirke Sicap-Liberté im Westen, Grand Yoff Im Norden, HLM und Biscuiterie im Osten sowie im Süden Grand Dakar.
Der Stadtbezirk hat eine Fläche von 1,343 km². Er ist fast vollständig bebaut und dicht besiedelt.

## Geschichte
Im Jahr 1996 wurde Dieuppeul-Derklé als commune d’arrondissement im Arrondissement de Grand Dakar zu einem Stadtbezirk der Metropole Ville de Dakar. Im Jahr 2014 erhielt der Stadtbezirk, wie in Senegal alle communes d'arrondissement, den landesweit einheitlichen Status einer Gemeinde (commune).

## Bevölkerung
Die letzten Volkszählungen ergaben für den Stadtbezirk jeweils folgende Einwohnerzahlen:
| Jahr | Einwohner |
| ---- | --------- |
| 1988 | …         |
| 2002 | 35.452    |
| 2013 | 36.917    |
| 2023 | 38.725    |